# Sprookjessprokkelaar (musical)
Sprookjessprokkelaar is een musical gebaseerd op het gelijknamige boek van Paul van Loon en Prinses Laurentien, geïllustreerd door Efteling-ontwerper Alessio Castellani. Dit boek vormde eerder al de basis voor een sprookjesfiguur in de Efteling en een korte film. De musical ging op 30 september 2017 in première in het Efteling Theater en werd daar tot 2 april 2018 opgevoerd. Daarna ging Sprookjessprokkelaar op tournee langs ruim vijftig verschillende theaters in Nederland en België. Voor deze 15e productie door Efteling Theaterproducties werd een samenwerking aangegaan met Corpus Acrobatics, waardoor er acrobatiek in de voorstelling te zien was.

## Verhaal
Het verhaal gaat over de twaalfjarige Sterre, die met haar opa aan de rand van het bos woont. Als haar enige boek letterlijk stuk is gelezen, wijst opa haar op de verborgen sprookjesbibliotheek in het verlaten kasteel van Graaf Stanislav dat beheerd wordt door de mysterieuze Sprookjessprokkelaar. Daar, achter de juiste deur, wachten eindeloos veel verhalen die gelezen en verteld moeten worden. In het kasteel komen schilderijen van Willem en Catharine ("Kaat") van der Decken, Joris en de Draak, en Oberon en Titania tot leven. Ook ontmoet Sterre er de Sprookjessprokkelaar die haar vraagt om eerst een verhaal te delen voordat ze andere verhalen uit de bibliotheek mag lezen. Wanneer ze dit doet, wordt Stijn, een jongen uit het dorp, jaloers op haar. De moeder van Stijn zet vervolgens haar duistere toverkrachten in om de sprookjesbibliotheek voor eeuwig te sluiten.

## Rolverdeling
| Rol                                            | Cast 2017/2018                                                                                | Cast 2018/2019 |
| ---------------------------------------------- | --------------------------------------------------------------------------------------------- | --- |
| Sterre                                         | Gioia Parijs Lilo van den Bosch Noa Zwan                                                      | Gioia Parijs Noa Zwan Ida Verspaandonk Fiene Heijmans                                                                                       |
| Stijn                                          | Krijn van den Berge Casper van Kampen Tydo Korver                                             | Krijn van den Berge Casper van Kampen Tydo Korver Lukas Beelen                                                                              |
| Opa Anders, Sprookjessprokkelaar               | Diederik Rep                                                                                  | Diederik Rep |
| Moeder Sterre, Moeder Stijn                    | Käthe Staallekker                                                                             | Käthe Staallekker Wieneke Remmers |
| Graaf Stanislav, Willem van der Decken, Oberon | Dieter Spileers                                                                               | Pepijn van Bokhoven |
| Catharina van der Decken, Titania              | Marleen de Vries                                                                              | Marleen de Vries Anne van den Beuken |
| Joris                                          | Thijmen de Koeijer David Oudijk Ferron de Wit                                                 | Thijmen de Koeijer David Oudijk Ferron de Wit Kobe Verdonck                                                                                 |
| Ensemble                                       | Nick van der Heyden Li Ling Kassing Esmee Mardjan Don Raven                                   | Nick van der Heyden Li Ling Kassing Anne van den Beuken Don Raven Zoë Rijk                                                                  |
| Overige kindercast                             | Lola Baars Laura van Bussel Échica Florijn Zoë Rijk Josephine van Waesberghe Caroline Witkamp | Rosalie van de Hoeven Laura van Bussel Floor Brüggenwirth Veerle van der Woerd Josephine van Waesberghe Holly van Zoggel Romée van den Hout |

### Gastrollen
Per speeldag speelden 10-20 grootouders en hun kleinkind eenmalig mee in de musical.

## Soundtrack
- Ouverture
- Ik mis je zo
- Vertel verhalen
- Visite
- De deur naar het verleden
- De deur naar het heden
- Als jij je hart volgt
- De Sprookjessprokkelaar
- Ga
- De deur naar de toekomst
- De vloek
- De Sprookjesbibliotheek

## Trivia
- Davina Michelle nam samen met Lilo van den Bosch (in haar rol als Sterre) een versie van het nummer "Ga" op, die gepresenteerd werd als de officiële soundtrack van de voorstelling.
- Op 4 april 2019 gingen enkele kostuums van de voorstelling verloren bij een brand in een stomerij in Raamsdonksveer.[1][2]